# NetEase Gamer Premium
NetEase Gamer Premium (略・NGP)とは、NetEase Gamesの会員制プラットフォーム。

## 特典
- 誕生日特典

## 対応ゲーム
- IdentityV 第五人格
- 荒野行動
- ライフアフター